# Elias Terwesten
Elias o Ezaias Terwesten,   detto Den Brander e Paradijsvogel (L'Aia, 18 aprile 1661  (o 9 marzo 1661) – Roma, 1729 circa), è stato un pittore e incisore olandese del secolo d'oro.

## Biografia
Figlio di Jacob e fratello di Augustinus Terwesten, fu allievo di quest'ultimo.
Operò inizialmente a Berlino per la corte brandeburghese, poi nel 1694 fu inviato a Roma per l'acquisto di opere d'arte. Qui aderì alla Schildersbent con i soprannomi di Den Brander e Paradijsvogel. Sposatosi, rimase nella città eterna fino alla morte.
Non si conosce l'esatta data di morte di quest'artista: l'ultima segnalazione è relativa al 1724 e si presume sia morto tra il 1724 e il 1734, con maggior probabilità per il 1729. Anche la data di nascita è spesso confusa con quella di un fratello con lo stesso nome, nato 10 anni prima e morto prematuramente.
Si dedicò alla rappresentazione di soggetti storici e di genere, ma soprattutto di animali e nature morte, generalmente di fiori e frutta, per cui era particolarmente noto.